# Parafia św. Wojciecha w Osieczanach
Parafia Świętego Wojciecha w Osieczanach – rzymskokatolicka parafia znajdująca się w archidiecezji krakowskiej, w dekanacie Myślenice, w Polsce.

## Proboszczowie
- ks. prałat Piotr Sieja (1986–2013)[1]
- ks. Bogusław Seweryn (2013–2020)
- ks. kan. Andrzej Fyda (2020–2022)[2]
- ks. dr Rafał Szczurowski (od 2022)[3]